# Indocetus
Indocetus – rodzaj prawalenia z rodziny Protocetidae. Żył w środkowym eocenie na terenie dzisiejszej Azji. Jego szczątki odkryto niedaleko Hirudi w indyjskim dystrykcie Kaććh (Kutch). Został opisany w 1975 przez Sahniego i Mishrę w oparciu o niekompletną czaszkę. Rodzaj Indocetus obejmuje jeden gatunek – Indocetus ramani. Odkrycie w 1993 skamieniałości dwóch osobników wykazało, że waleń ten miał długą szyję, masywną kość krzyżową składającą się z co najmniej czterech kręgów, miednicę z dużą, głęboką panewką stawu biodrowego, masywną kość udową oraz piszczel charakteryzującą się typowymi dla ssaków proporcjami. Spośród wszystkich poznanych prawaleni Indocetus najbardziej przypomina Protocetus.
Indocetus zdaje się być formą przejściową pomiędzy prawaleniami Ambulocetus a Basilosaurus. Kończyny ambuloceta były przystosowane zarówno do pływania jak i do wychodzenia na ląd, podczas gdy u bazylozaura były one znacząco zredukowane i przekształcone w płetwy.